# Fritz Kreisler
Fritz Kreisler (ur. 2 lutego 1875 w Wiedniu, zm. 29 stycznia 1962 w Nowym Jorku) − austriacki kompozytor i skrzypek.

## Życiorys
Urodził się w rodzinie żydowskiej. Bardzo wcześnie opanował technikę gry na skrzypcach i występował jako „cudowne dziecko”. Już jako dwunastolatek wspólnie z pianistą Morizem Rosenthalem odbył podróż koncertową po Ameryce. Muzycznie zdobywał wykształcenie w rodzinnym Wiedniu, później studiował w Paryżu kompozycję u Léo Delibes’a i skrzypce u Lamberta Massarta. 
Przed I wojną światową wyjechał do Ameryki, lecz w 1924 powrócił do Europy i działał w Berlinie, ale wskutek prześladowań antysemickich III Rzeszy opuścił w 1938 Niemcy i wyjechał do Paryża, skąd przeniósł się do Stanów Zjednoczonych.
Jako kompozytor Kreisler znany jest głównie z wirtuozowskich utworów salonowych na skrzypce z fortepianem, często naśladujących style dawnych epok (niektóre utwory Kreislera uchodziły przez pewien czas za przeróbki dzieł włoskiego baroku, zanim okazało się, kto jest ich autorem). Niektóre jego utwory zyskały szczególną popularność i weszły do stałego repertuaru (Cierpienia miłosne, Kaprys wiedeński).